# 1996 v letectví
Tento článek obsahuje seznam událostí souvisejících s letectvím, které proběhly roku 1996.

## Události

### Březen
- 15. března – nizozemský letecký výrobce Fokker vyhlásil bankrot

### Červenec
- 17. července – let TWA 800, Boeing 747 s 230 lidmi na palubě, explodoval nad mořem u pobřeží New Yorku

### Září
- 28. září – v závodě o Pohár Gordona Bennetta zvítězili podruhé Němci Wilhelm Eimers a Bernd Landsmann

### Prosinec
- 15. prosince – McDonnell Douglas a Boeing oznámili své spojení

## První lety
- Boeing Bird of Prey

### Leden
- 4. ledna – RAH-66 Comanche

### Únor
- 29. února – Cessna Citation Excel

### Březen
- 21. března – MiG-AT
- 21. března – Tupolev Tu-214
- 29. března – RQ-3 Dark Star

### Duben
- 2. dubna – Suchoj Su-37
- 4. dubna – Extra 400
- 5. dubna – Lockheed C-130J
- 25. dubna – Jakovlev Jak/AEM-130

### Květen
- 1. května – NASA ERAST ALTUS II
- 22. května – Airbus A319

### Červen
- 19. června – Scaled Composites Boomerang

### Srpen
- 6. srpna – Kawasaki OH-1

### Září
- 30. září – Aero L-59 Super Albatros

### Říjen
- Kawada Robocopter
- 29. října – PZL SW-4, vrtulník

### Listopad
- 29. listopadu – Tupolev Tu-144LL